# 中林友信

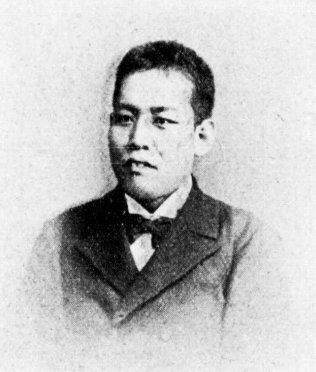
中林友信

中林 友信（なかばやし とものぶ、明治4年2月3日（1871年3月23日） - 昭和3年（1928年）2月18日）は、衆議院議員（立憲政友会→政友本党→立憲民政党）。

## 経歴
大阪府泉北郡東陶器村岩室（現在の堺市南区）出身。関西法律学校（現在の関西大学）を経て、明治法律学校（現在の明治大学）を卒業。1895年（明治28年）より破産管財人を務める。
泉北郡会議員、大阪府会議員を経て、1902年（明治35年）の第7回衆議院議員総選挙に出馬し、当選。当選回数は合計で5回を数えた。
大阪盲人学校を創設して校長を務め、また大阪府教育会副会長に就任した。
その他、東京自由通信社主幹、日刊近畿新聞社社長などを歴任した。